# Sụt giảm Forbush
Sụt giảm Forbush là sự sụt giảm nhanh cường độ tia vũ trụ thiên hà quan sát được sau phun trào vật chất vành nhật hoa (CME). Nó xảy ra do từ trường của plasma gió Mặt Trời quét một số tia vũ trụ thiên hà ra khỏi Trái Đất. Thuật ngữ sụt giảm Forbush được đặt theo tên nhà vật lý người Mỹ Scott E. Forbush, người đã nghiên cứu các tia vũ trụ trong thập niên 1930 và 1940.

## Quan sát

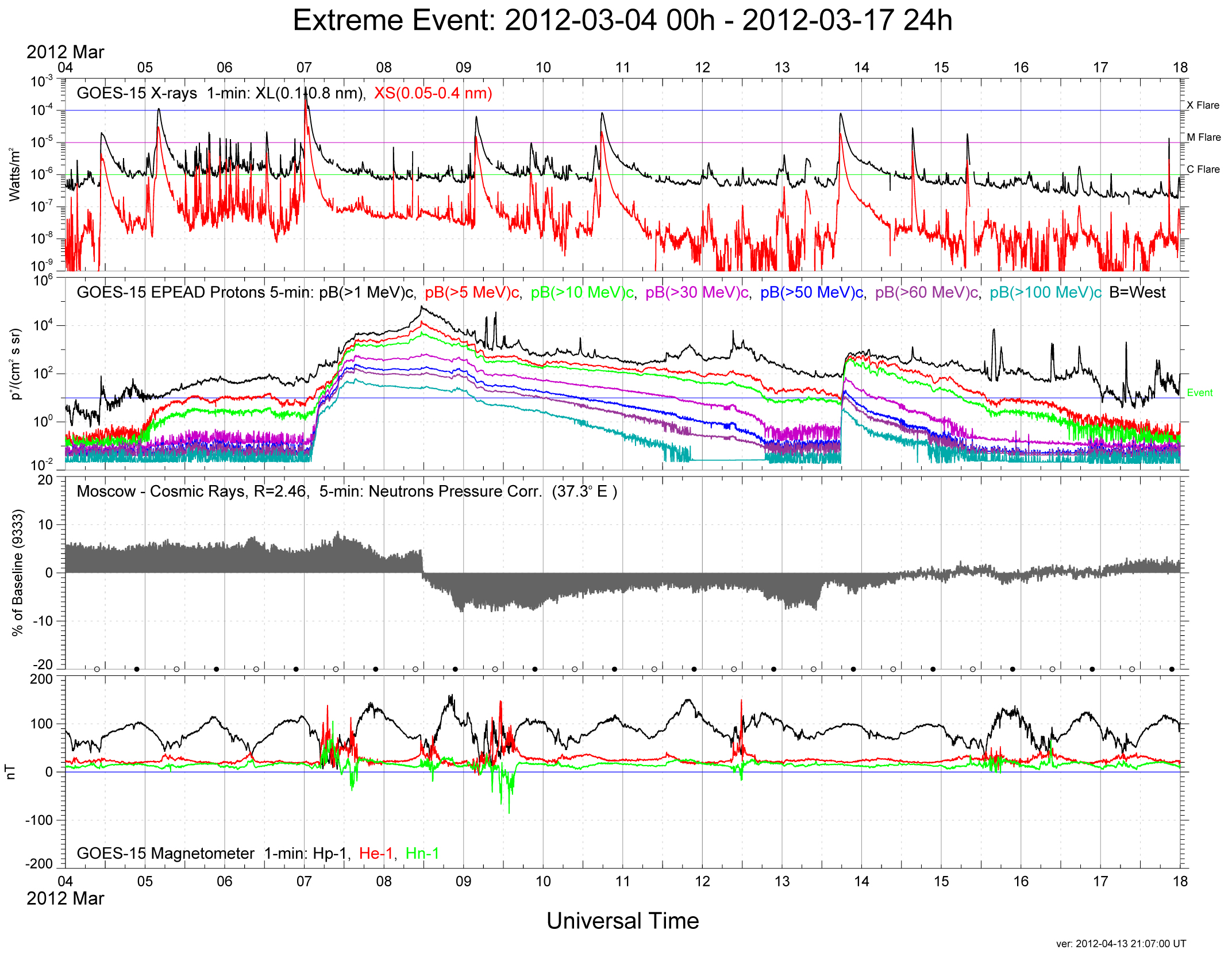
Sụt giảm Forbush trong tháng 3 năm 2012.

Sụt giảm Forbush thường có thể quan sát được bằng các thiết bị dò hạt trên Trái Đất trong vòng vài ngày sau CME, và sụt giảm này diễn ra trong vòng vài giờ. Trong vài ngày sau đó, cường độ tia vũ trụ của thiên hà trở lại bình thường. Sụt giảm Forbush đã được con người trên Trạm vũ trụ Hòa Bình và Trạm vũ trụ Quốc tế (ISS) quan sát, cũng như bằng các công cụ trên các tàu vũ trụ Pioneer 10, Pioneer 11, Voyager 1 và Voyager 2, thậm chí vượt qua quỹ đạo của Sao Hải Vương.
Mức độ sụt giảm Forbush phụ thuộc vào ba yếu tố:
- Kích thước của CME.
- Cường độ từ trường trong CME.
- Mức độ gần của CME với Trái Đất.

Sụt giảm Forbush đôi khi được định nghĩa là sụt giảm ít nhất 10% lượng tia vũ trụ thiên hà trên Trái Đất, nhưng dao động trong khoảng từ 3% đến 20%. Sụt giảm từ 30% trở lên cũng đã được ghi nhận trên ISS.
Tỷ lệ tổng thể của sụt giảm Forbush có xu hướng tuân theo chu kỳ vết đen Mặt Trời 11 năm. Việc che chắn các phi hành gia trước các tia vũ trụ thiên hà khó khăn hơn so với che chắn trước gió mặt trời, vì vậy trong tương lai các phi hành gia có thể hưởng lợi chủ yếu từ che chắn bức xạ trong cực tiểu mặt trời, khi hiệu ứng ngăn chặn của CME ít xảy ra hơn.

## Ảnh hưởng đến khí quyển
Một bài báo được bình duyệt năm 2009 phát hiện ra rằng các đám mây thấp chứa ít nước lỏng hơn sau sụt giảm Forbush và đối với các sự kiện có ảnh hưởng nhất thì nước lỏng trong khí quyển đại dương có thể giảm tới 7%. Các bài báo được bình duyệt sau đó không tìm thấy liên kết nào giữa sụt giảm Forbush và các thuộc tính của mây cho đến khi liên kết được tìm thấy trong khoảng nhiệt độ hàng ngày (DTR), với biên độ tác động lên DTR được ước tính là 0,38 ± 0,06 °C, và kể từ đó nó đã được các dữ liệu vệ tinh xác nhận.